# Christine Stäps
Christine Stäps (* 2. Januar 1940 in Burkau) ist eine deutsche Malerin, Grafikerin und Bildhauerin.

## Leben
Christine Stäps studierte 1960–1966 an der Hochschule für Bildende Künste Dresden, u. a. bei Rudolf Bergander. Seither ist sie freischaffend in Grambow (bei Schwerin) tätig. Vor allem in den 1960er bis 1980er Jahren prägte sie aktiv die Künstlerszene in Schwerin. Studienreisen führten sie u. a. in die frühere Sowjetunion, wo insbesondere im heutigen Tadschikistan mehrere Bilder entstanden. Christine Stäps war Dozentin an der Bezirkskulturakademie und leitete eine Förderklasse Malerei an der Spezialschule Malerei–Grafik in Schwerin. An der Schweriner Volkshochschule „Ehm Welk“, leitete sie den Zirkel „Zeichnen und Malen für Fortgeschrittene“.
Bis 1990 war Christine Stäps Mitglied im Verband Bildender Künstler der DDR, Vorsitzende des Bezirksverbandes Schwerin und Mitglied des Zentralvorstandes des Verbands. 1986 reiste sie in dieser Funktion als Aufsichtskraft und Gesprächspartnerin für die Ausstellung Femmes-artistes de la R.D.A. mit Ellen Fuhr nach Paris.

Christine Stäps hatte im In- und Ausland eine bedeutende Anzahl von Einzelausstellungen und Ausstellungsbeteiligungen.

„Ihre Kunst zeichnet bis in die Gegenwart eine Frische und eine große Lust an Kreativität aus. Zuweilen überschreitet sie Grenzen der Genres und arbeitet etwa Skulpturen aus dem unüblichen Material Papier. In ihren Zeichnungen ist sie reduziert; aber dennoch erfasst sie mit wenigen Strichen die Charaktere der Porträtierten.“

## Ehrungen (Auswahl)
- Förderpreis des Ministeriums für Kultur
- Fritz-Reuter-Kunstpreis des Rates des Bezirks Schwerin
- Johannes-R.-Becher-Medaille
- 1989: Verdienstmedaille der DDR

## Werke (Auswahl)

### Skulpturen
- Torso II (1977, Sandstein; auf der VIII. Kunstausstellung der DDR)[3]
- Torso: Schwangere (1979, Sandstein; auf der IX. Kunstausstellung der DDR)[4]

### Tafelbilder
- Bauarbeiter am Nurekstaudamm (1979, Öl, 149,5 × 168 cm, Deutsches Historisches Museum, Berlin)[5]
- Aufenthalt auf Erden (1974, Öl, 122 × 123 cm; Staatliches Museum Schwerin)[6]
- November 1989 (Staatliches Museum Schwerin)
- Tadshiken betrachten das Nureker Meer (1976/1977, Öl; auf der VIII. Kunstausstellung der DDR)[7]

## Ausstellungen (unvollständig)

### Einzelausstellungen
- 1986 Waren, Galerie des Kultur- und Kunstvereins Waren (Skulptur und Zeichnungen)
- 1992 Schwerin, Galerie am Pfaffenteich (Skulpturen; mit Bodo Müller)
- 1997 Schwerin, Galerie am Boulevard (Skulpturen; mit Joachim John)
- 2001 Berlin, Inselgalerie (mit Joachim John)
- 2007/2008 Bad Steben, Grafik Museum Stiftung Schreiner (Malerei, Zeichnung, Skulptur; mit Annelise Hoge und Hartwig Hamer)
- 2013 Zarrentin, Kunstraum Testorf (Skulptur; mit Joachim Hukal)
- 2020 Schwerin, Kulturforum Schleswig-Holstein-Haus (Zeichnungen und Skulpturen, Figurinen und Papierschnitte)

### Beteiligung an Ausstellungen
- 1977/78 und 1982/83: Dresden, VIII. und IX. Kunstausstellung der DDR
- 1972, 1974, 1979 und 1985: Schwerin, Bezirkskunstausstellungen
- 1974: Berlin („Junge Künstler der DDR“)
- 1979: Berlin, Altes Museum („Jugend in der Kunst“)
- 1983: Magdeburg, Museum Kloster Unser Lieben Frauen („Junge Bildhauer der DDR“)
- 1986: Paris, Kulturzentrum der DDR („Femmes-artistes de la R.D.A.“)
- 2012: OZ Kunstbörse Rostock[8]
- 2020: Staatliches Museum Schwerin  („Zeit der Stille“)[9]
- 2023: Brandenburgisches Landesmuseum für moderne Kunst (Über(-)Leben Zofia Pociłowska und die Sammlung des BLMK)[10]